# Lopo Gonçalves
Lopo Gonçalves fou un mariner i explorador portuguès del segle xv.
Estant al servei de Fernão Gomes, el qual tenia el monopoli del comerç amb la Guinea concedit el 1469 pel rei Alfons V de Portugal, Gonçalves explorà el golf de Guinea i el 1473 o 1474 fou el primer europeu que creuà la línia de l'Equador, doblant per primera l'actual cap López, al Gabon, el qual fou nomenat Cap Lopo Gonçalves en honor seu.